# Sjuktransportbuss 702

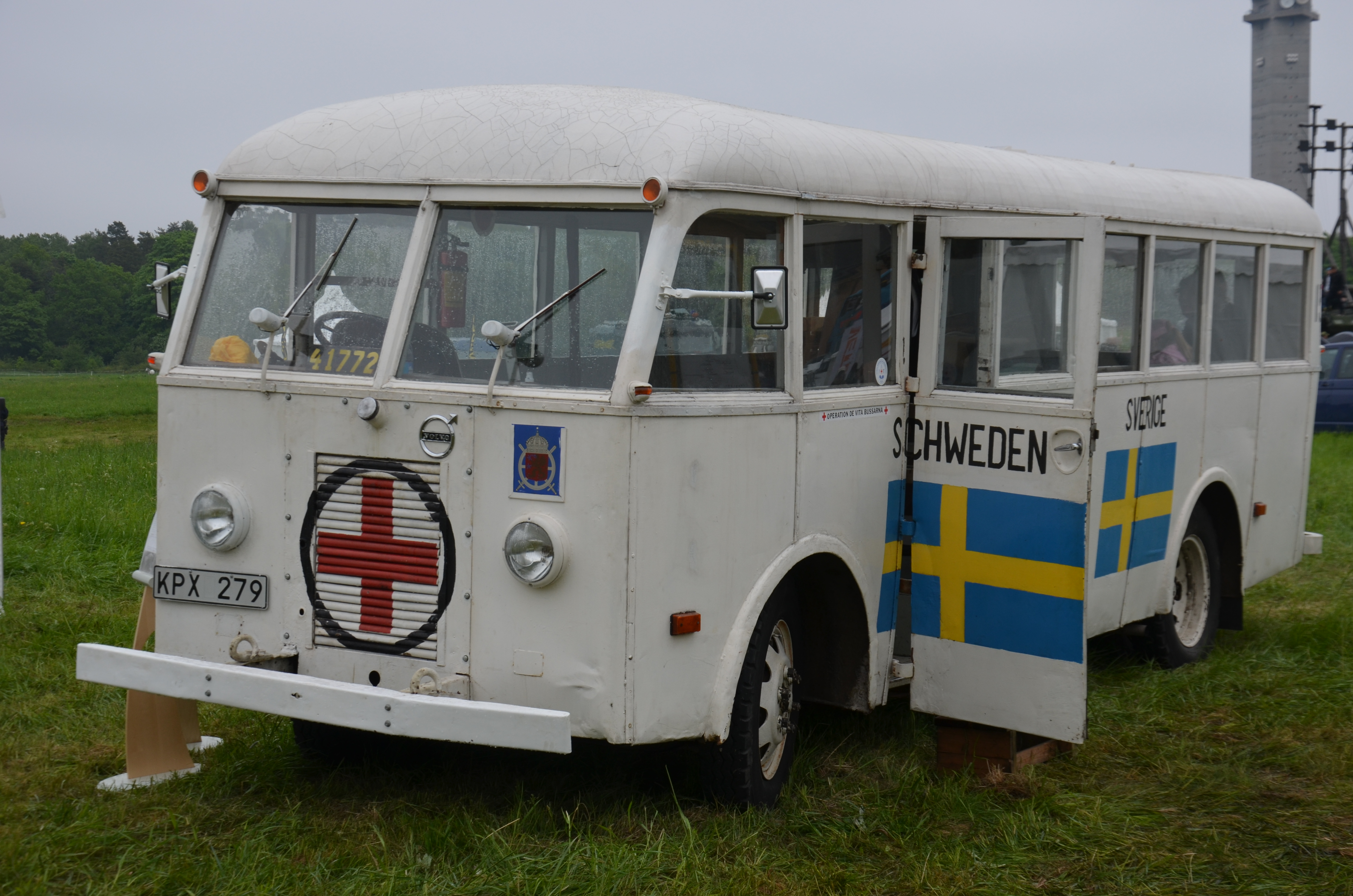
Sjuktransportbuss 702, bevarat exemplar utlånat av AB Volvo till Svenska Röda Korset för Veterandagen i Stockholm 2013.

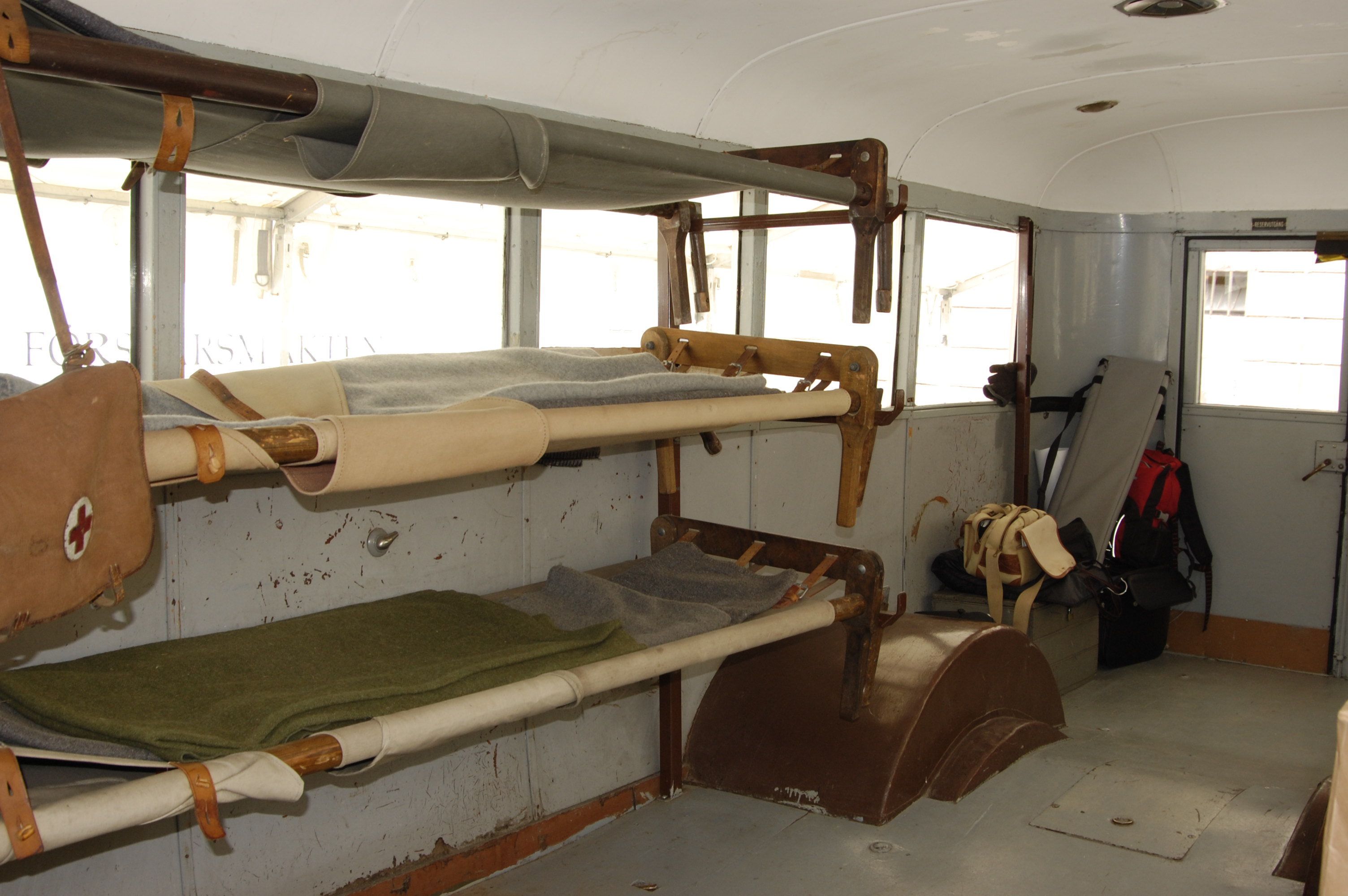
Bäddelen av sjuktransportbuss 702 som '"vit buss".

Sjuktransportbuss 702 och den snarlika Sjuktransportbuss 704 var busstyper som användes av svenska armén under andra världskriget och fram till 1973 för transport av sårade.
Bussarna var baserade på civila standardbussar. De hade chassier och motorer tillverkade av Volvo och karosser som var tillverkade av Hägglund & Söner i Örnsköldsvik eller AB Svenska Järnvägverkstäderna i Linköping. Deras civila beteckningar var Volvo B 10 respektive B 12.

## De vita bussarna
Det var 36 bussar av denna typ från arméns trängregementen som utgjorde kärnan av den transportflotta som hämtade fångar ur tyska koncentrationsläger till Sverige i mars-juni 1945 (Vita bussarna). Bussarnas militärgröna karosser målades över med vit färg och försågs med röda kors på sidorna, fronten, aktern och på taket.
Sjuktransportbuss 702/704 var avsedd för 25 passagerare i britsar och på träbänkar, men i vita bussarnaoperationen var de normalt överlastade. Totalvikten för bussarna var sju ton för 702/B 10 och 8 ton för 704/B 12.

## Prestanda
Bussarna var försedda med Volvos motor FC, som var en rak sexcylindrig bensinmotor, i vita bussarnas fall modifierad för att drivas av bensin-/alkoholblandningen motyl. Cylindervolymen var 4,39 liter och motorn hade en effekt på 90 hästkrafter vid 3 000 varv/minut. Växellådan var 4-växlad och osynkroniserad.
Axelavståndet var 410 respektive 420 centimeter. Marschhastigheten var upp till 70 kilometer per timme.

## Kvarvarande bussar idag
Sjuktransportbuss 702 och 704 togs ur bruk inom armén 1973. De vita bussarna hade, efter sin civila tjänstgöring inom den av Svenska Röda Korset organiserade räddningsexpeditionen 1945, åter målats om och återgått till tjänst på svenska trängregementen. Totalt fem bussar - i utförande som de vita bussarna - har bevarats för eftervärlden, varav tre finns hos Rödakorsets nationella organisationer i Sverige, Norge och Danmark, samt en på Yad Vashem-museet i Jerusalem i Israel och ytterligare en på Volvo i Göteborg. 
Svenska Röda korsets buss stod under flera år i det nationella centret för humanitära frågor, Humanitetens Hus i Malmö. Efter nedläggningen av centret 2010 har man letat efter en permanent plats för bussen. Sommaren 2015 färdigställdes en monter åt bussen framför Malmöhus slott. Malmö förskönings- och planteringsförenings bidrag med 800 000 kronor ger en antydan om att platsen har blivit permanent och att berörda myndigheter accepterat en permanent lösning.